# Vincent Jandel
Alexandre Vincent Jandel (10 de juliol de 1810, Gerbéviller - † 11 de desembre de 1872, Roma) fou un frare dominic francès, fou el 73è Mestre General de l'Orde de Predicadors del 1850 al 1872.

## Biografia
Després d'un curs universitari a la Universitat de Nancy entrà al seminari diocesà. Fou ordenat sacerdot el 20 de setembre de 1834. Traslladat a Pont-à-Mousson feu de professor de Sagrades Escriptures i després rector del seminari. Durant aquest període conegué personatges importants de l'Església a França, com el filòsof i teòleg Louis Eugène Marie Bautain, el periodista i escriptor Philippe Gerbet, el jesuïta Marie-Alphonse Ratisbonne i el dominic Henri Lacordaire. Gràcies a Lacordaire, Jandel decidí ingressar a l'Orde de Predicadors.
Obtinguda la dispensa del Papa Gregori XVI, Jandel prengué l'hàbit de l'Orde el 15 de maig de 1841 i juntament amb Lacordaire es dedicà al restabliment de l'Orde a França, atès que havia estat suprimit durant la Revolució Francesa. Durant la seva estada a França aconseguí la conversió d'alguns maçons amb les seves predicacions i dirigí espiritualment moltes persones. El Papa Pius IX el cridà a Roma i el nomenà vicari ad beneplacitum el 1850. Durant la seva estada a Roma té com a director espiritual el cardenal Henry Edward Manning. El 7 de juny de 1862 fou escollit Mestre General de l'Orde de Predicadors, càrrec que exercí fins a la seva mort. Durant el seu govern visità en dues ocasions les comunitats d'Europa, edità els nous llibres litúrgics i legislatius de l'Orde, es feu càrrec de les branques laïcals i les confraries i col·laborà amb la fundació i agregació de nous instituts religiosos. Entre d'altres, les Germanes de Sant Domènec de Cracòvia, fundades per Róża Kolumba Białecka el 1861, i afegides per ell a l'Orde el 1885.